# أليساندرا لوناردي
أليساندرا لوناردي (من مواليد 1958) عالمة رياضيات إيطالية متخصصة في التحليل الرياضي وأستاذه في قسم الرياضيات وعلوم الكمبيوتر في جامعة بارما.

## السيرة الذاتية

### التعليم والحياة العملية
التحق لوناردي بجامعة بيزا وحصل على درجة البكالوريوس في 1980 ثم درجة الدكتوراه في عام 1983. أشرف جوزيبي دا براتو على أطروحة لوناردي التي كانت بعنوان تحليل الحل الأقصى للمعادلات غير الخطية في مساحات باناخ.
بدأت لوناردي العمل كباحثة في جامعة بيزا في الفترة من عام 1984 إلى عام 1987 التحقت بعدها بجامعة كالياري في منصب أستاذ قبل أن تنتقل إلى بارما في عام 1994.

## المساهمات
كتبت لوناردي العديد من الكتب مثل:
- تحليل أشباه المجموعات: طبع عام 1995 وأعيد طبعه عام 2013.[6]
- نظرية الاستيفاء: طبع عام 1998 وأعيد طبعه للمرة الثالثة في عام 2018.[7]
- الدوال التحليلية لتطور المعادلات: بالتعاون مع جي دا براتو، بي سي كنسمان وإل ويس في ربيع عام 2004.

لوناردي هي إحدى سته رؤساء تحرير في مجلة التفاضل غير الخطي. كما شغلت منصب رئيسة تحرير مجلة Rivista di Matematica della Università di Parma في الفترة ما بين عام 2002 و 2008.

## التكريم
في عام 1987، فازت لوناردي بجائزة بارتولوتزي للاتحاد الرياضي الإيطالي. بينما حصلت في عام 2017 على ميدالية لوسيو وواندا أميريو الذهبية.

## وصلات خارجية
- الصفحة الرسمية لأليساندرا لوناردي.
- إحدى محاضرات أليساندرا لوناردي.